# رضاقلی امیرخسروی
سرتیپ رضاقلی امیرخسروی (۱۲۷۵ تهران - ۱۳۳۷ تهران) نظامی دوران قاجار و پهلوی، نایب‌رئیس اتاق تجارت طهران و از کارگزاران مهم مالی و اقتصادی دوران رضاشاه پهلوی بود. 

## از قزاقخانه تا بانکداری
پس از تحصیل در مدرسه نظام، در سال ۱۲۹۴ خورشیدی وارد بریگاد قزاق شد و هنگام کودتای سوم اسفند ۱۲۹۹، آجودان و خزانه‌دار میرپنج رضا خان بود. پس از کودتا خزانه‌دار کل قشون و رئیس محاسبات (حسابداری) وزارت جنگ شد  از رضا خان نشان افتخار گرفت و پس از مدتی برای تحصیل و کارآموزی در بانک کردیت لیونه (Crédit Lyonnais) به فرانسه فرستاده شد. 
رضاقلی خان پس از بازگشت به ایران، رئیس بانک تازه تاسیس قشون شد که به دستور رضا خان سردارسپه با نام بانک پهلوی تشکیل شد (این بانک بعدها بانک سپه نام گرفت)، دو درجه هم ترفیع گرفت و سرهنگ تمام شد. همزمان خزانه‌داری قشون هم با او بود تا اینکه در سال ۱۳۰۹ بار دیگر برای تحصیل و کارآموزی در بانکهای فرانسوی به اروپا فرستاده شد. 
سرهنگ امیرخسروی در پی بازگشت به ایران، در سال ۱۳۱۲ مدیرکل  بانک ملی شد و به درجه سرتیپی رسید. در شش سالی که رئیس  بانک ملی بود، سرمایه بانک افزایش چشمگیر یافت. او در سال‌های ۱۳۱۴ و ۱۳۱۵ ۲۷ شعبه و نمایندگی  بانک ملی در سراسر کشور برپا کرد  و ساختمان بزرگ و باشکوه بانک ملی را در خیابان فردوسی تهران ساخت. هوشتیس هوست در روزهای پایانی سال ۱۳۱۲ صندلی ریاست بانک ملی را برای اولین بار به یک مدیرعامل ایرانی داد؛ رضاقلی امیرخسروی. اگرچه بانک سپه در اردیبهشت سال ۱۳۰۴ تأسیس شده بود اما بانک تجاری محسوب نمی‌شد و از همین رو امیر خسروی، اولین رییس ایرانی یک بانک تجاری ایرانی بود.

## برچیدن شرکت‌های دولتی
در سال ۱۳۱۸ که دکتر متین دفتری نخست‌وزیر شد، در بیستم آبان سرتیپ امیرخسروی را همراه با بقیه اعضای دولت خود به عنوان وزیر دارایی به مجلس شورای ملی معرفی کرد. امیرخسروی تشکیلات وزارت دارایی را تغییر داد و آن را به دو بخش اقتصاد و دارایی تقسیم کرد و در رأس هر بخش، یکی از معاونان خود را گذاشت: الله‌یار صالح معاون مالی و عباسقلی گلشائیان معاون اقتصادی. همه موسسات و شرکت‌های دولتی را که با حق انحصار دولت بر عواید اقتصادی تأسیس شده بودند، مانند انحصار تریاک، دخانیات، قند و شکر و غیره برچید و پس از تسویه‌حساب‌های آنها، باقی‌مانده سرمایه آنها را در اختیار «سازمان اقتصادی وزارت دارایی» گذاشت. 
در سال ۱۳۲۰ رضا شاه در خصوص زمان ورود کشتی حمل لوازم راه‌آهن از امیرخسروی سؤال کرد و او از عهده پاسخگویی درباره تاریخ دقیق ورود این محموله برنیامد و برکنار شد. 

## بازنشستگی
پس از  اشغال ایران در شهریور ۱۳۲۰ کمیسیونی برای تصفیه ارتش تشکیل شد سرتیپ رضاقلی امیرخسروی را همراه با شمار دیگری از امیران ارتش بازنشسته کرد.  از آن پس دیگر سمتی به او محول نشد.

## همسر پیانیست
امیرخسروی با یک نوازنده پیانو قفقازی به نام کاتیا پوگینا ازدواج کرد که گیتی امیرخسروی نامیده شد و به ریاست هنرستان عالی موسیقی رسید.